# Passiflora hahnii
Passiflora hahnii là một loài thực vật có hoa trong họ Lạc tiên. Loài này được (E.Fourn.) Mast. mô tả khoa học đầu tiên năm 1871.